# Experimento de Rosenhan
O Experimento de Rosenhan foi um experimento sobre a validade do diagnóstico psiquiátrico que realizou o psicólogo David Rosenhan em 1972. 
Os resultados foram publicados na revista Science com o título "On Being Sane in Insane Places" ("Sobre Estar Sadio em Lugares Insanos").
O estudo de Rosenhan teve duas partes. A primeira usou colaboradores sadios, chamados de  pseudopacientes, os quais simularam alucinações auditivas, numa tentativa de obter a admissão em doze conceituados hospitais psiquiátricos de cinco estados dos Estados Unidos.
A segunda parte consistiu em pedir às instituições psiquiátricas que tentassem detetar os pseudopacientes. No primeiro caso, nenhum pseudopaciente foi detectado. No segundo, o hospital catalogou de impostores ou suspeitos, uma grande quantidade de pacientes reais. O estudo é considerado como uma importante crítica ao diagnóstico psiquiátrico.
Em 2019 e 2023, historiadores da psiquiatria publicaram evidências de que o experimento foi uma fraude.

## Experimento

### Primeira fase
Rosenhan foi ele mesmo um pseudopaciente. Além dele, participaram três psicólogos, um pediatra, um psiquiatra, um pintor e uma dona de casa, sendo cinco homens e três mulheres. Nenhum deles tinha sido diagnosticado com problemas mentais e possuíam um vida bem estabelecida. Os pseudopacientes tentaram internação em doze hospitais diferentes. O único sintoma que relatavam era que ouviam vozes, não muito claras, falando "vazio", "oco" e "baque". Imediatamente depois da admissão, os pseudopacientes cessaram de simular qualquer sintoma, mas alguns estavam um pouco nervosos durante um curto período porque nenhum deles achava que iria ser internado e pensavam que a sua simulação seria descoberta logo, ficando expostos como fraudadores. Todos os pseudopacientes foram internados, onze com diagnóstico de esquizofrenia e um com psicose maníaco-depressiva, ficando internados entre 7 e 52 dias, com uma média de 19 dias. Embora os pseudopacientes não tivessem sido detectados pela equipe profissional, outros pacientes suspeitaram de sua sanidade mental. 35 de 118 pacientes que conviviam com os pseudopacientes expressaram suas suspeitas. Os comportamentos normais dos pseudopacientes eram frequentemente avaliados pela equipe como aspectos de sua suposta doença. Por exemplo, registros de enfermagem para três deles afirmavam que "sua escrita era vista como um aspecto de seu comportamento patológico".

### Segunda fase
Para a segunda parte do experimento, Rosenhan usou um conhecido hospital, referência em ensino e pesquisa, cuja equipe já conhecia os resultados do estudo inicial, e alegou que erros semelhantes não poderiam ser cometidos em sua instituição. Rosenhan fez um acordo com eles: durante um período de três meses, um ou mais pseudopacientes tentariam ser admitidos e a equipe tentaria classificar cada paciente que chegasse quanto à probabilidade de ser um impostor. De 193 pacientes, 41 foram considerados impostores e outros 42 foram considerados suspeitos. Na realidade, Rosenhan não enviara nenhum pseudopaciente; todos os pacientes considerados suspeitos ou impostores pela equipe do hospital eram pacientes comuns. Isso levou à conclusão que "qualquer processo de diagnóstico que leva tão rapidamente a erros significativos desse modo, não pode ser muito confiável". Rosenhan afirmou ainda que o estudo demonstrou que os psiquiatras não podem afirmar com segurança a diferença entre pessoas saudáveis e insanas. A fase inicial do experimento demonstrou uma falha em detectar a sanidade, e a segunda fase demonstrou uma falha na detecção da insanidade. O psicólogo concluiu também que os rótulos psiquiátricos tendem a se manter de uma forma diversa dos rótulos médicos em geral, e que tudo que um paciente faz é interpretado de acordo com o rótulo de diagnóstico, uma vez aplicado. Ele sugeriu que, ao invés de rotular uma pessoa como insana, deve-se concentrar nos problemas e comportamentos específicos do indivíduo.